# Roumanie aux Jeux olympiques d'hiver de 1964
La Roumanie participe aux Jeux olympiques d'hiver de 1964, organisés à Innsbruck en Autriche. Ce pays prend part aux Jeux olympiques d'hiver pour la septième fois de son histoire. La délégation roumaine, formée de vingt-sept hommes, ne remporte pas de médaille.

## Résultats

### Biathlon
| Épreuve      | Athlète             | Temps             | Tirs manqués | Temps ajusté      | Rang            |
| ------------ | ------------------- | ----------------- | ------------ | ----------------- | --------------- |
| 20 km hommes | Nicolae Bărbăşescu  | N'a pas terminé   | –            | –                 | N'a pas terminé |
| 20 km hommes | Gheorghe Cimpoia    | 1 h 29 min 44 s 6 | 3            | 1 h 35 min 44 s 6 | 27              |
| 20 km hommes | Constantin Carabela | 1 h 30 min 59 s 0 | 0            | 1 h 30 min 59 s 0 | 14              |
| 20 km hommes | Vilmoş Gheorghe     | 1 h 22 min 18 s 0 | 2            | 1 h 26 min 18 s 0 | 5               |

### Bobsleigh
| Bob   | Athlètes                                                        | Épreuve             | Manche 1      | Manche 1 | Manche 2      | Manche 2 | Manche 3      | Manche 3 | Manche 4      | Manche 4 | Total         | Total |
| Bob   | Athlètes                                                        | Épreuve             | Temps         | Rang     | Temps         | Rang     | Temps         | Rang     | Temps         | Rang     | Temps         | Rang  |
| ----- | --------------------------------------------------------------- | ------------------- | ------------- | -------- | ------------- | -------- | ------------- | -------- | ------------- | -------- | ------------- | ----- |
| ROU-1 | Ion Panţuru Hariton Paşovschi                                   | Bob à deux hommes   | 1 min 07 s 74 | 17       | 1 min 06 s 97 | 10       | 1 min 06 s 92 | 12       | 1 min 07 s 47 | 14       | 4 min 29 s 10 | 13    |
| ROU-2 | Alexandru Oancea Constantin Cotacu                              | Bob à deux hommes   | 1 min 07 s 31 | 13       | 1 min 08 s 93 | 18       | 1 min 06 s 75 | 10       | 1 min 07 s 26 | 12       | 4 min 30 s 25 | 15    |
| ROU-1 | Ion Panţuru Gheorghe Maftei Constantin Cotacu Hariton Paşovschi | Bob à quatre hommes | 1 min 04 s 70 | 15       | 1 min 04 s 89 | 15       | 1 min 05 s 05 | 12       | 1 min 05 s 16 | 13       | 4 min 19 s 80 | 15    |

### Hockey sur glace
La Roumanie joue d'abord un match pour déterminer si elle va dans le groupe des places 1 à 8 ou le groupe des places 9 à 16. Les Roumains perdent sur le score de 7-3 contre les Américains et vont donc dans le deuxième groupe, ou tour de consolation.
Matchs du tour de consolation :
- Pologne 6-1 Roumanie
- Japon 6-4 Roumanie
- Roumanie 5-5 Yougoslavie
- Autriche 2-5 Roumanie
- Norvège 4-2 Roumanie
- Roumanie 6-2 Italie
- Roumanie 8-3 Hongrie

La Roumanie a le quatrième rang du groupe et le douzième rang final.
| Joueurs |
| --- |
| Nicolae Andrei Anton Biro Anton Crişan Zoltan Czaka Ion Ferenz Iulian Florescu Andrei Ioanovici Ştefan Ionescu Alexandru Calamar Dan Mihăilescu Adalbert Naghi Eduard Pană Iosef Sofian Geza Szabo Iuliu Szabo Ion Ţiriac Dezideriu Varga |

### Ski de fond
| Épreuve      | Athlète          | Course            | Course |
| Épreuve      | Athlète          | Temps             | Rang   |
| ------------ | ---------------- | ----------------- | ------ |
| 15 km hommes | Gheorghe Bădescu | 56 min 29 s 6     | 39     |
| 30 km hommes | Gheorghe Bădescu | 1 h 46 min 54 s 5 | 54     |